# Elizabeth Mary Jeffreys
Elizabeth Mary Jeffreys FAHA (22 de juliol del 1941 - 12 de setembre de 2023) fou catedràtica Bywater i Sotheby de Llengua i Literatura Bizantines i Neohel·lèniques de la Universitat d'Oxford i membre de l'Exeter College entre el 1996 i el 2006. Actualment és professora emèrita i membre emèrita de l'Exeter College.

## Carrera
Jeffreys estudià a la Blackheath High School i el Girton College. Posteriorment obtingué un Baccalaureus Litterarum del St Anne's College (Universitat d'Oxford).
Ensenyà a la Mary Datchelor Girls' School (actualment tancada) de Londres entre el 1965 i el 1969. Aleshores fou membre resident sènior de l'Institut Warburg de la Universitat de Londres fins al 1972. Fou membre visitant del Centre d'Estudis Bizantins de Dumbarton Oaks entre el 1972 i el 1974 i de la Universitat de Ioànnina entre el 1974 i el 1976. Aleshores es mudà a Austràlia per treballar com a professora a la Universitat de Sydney (1976-1986), membre resident de la Universitat de Melbourne (1987-1989) i membre resident sènior de la Universitat de Sydney (1990-1995) abans de tornar a Oxford com a membre i catedràtica. Després de retirar-se gaudí d'una beca de la Leverhulme Trust entre el 2008 i el 2009.
Era membre de l'Acadèmia Australiana de les Humanitats i membre honorífica del St Anne's College.

## Obres
- Byzantine Papers, proceedings of the First Australian Byzantine Studies Conference, Canberra, May 1978 (editada amb Michael Jeffreys i Ann Moffatt), Universitat Nacional d'Austràlia, 1981. ISBN 0-86784-009-9
- Popular literature in late Byzantium: collected papers (amb Michael Jeffreys), Variorum Reprints, 1983. ISBN 0-86078-118-6
- The Chronicle of John Malalas (traduïda amb Michael Jeffreys i Roger Scott), Associació Australiana d'Estudis Bizantins. ISBN 0-9593626-2-2
- Studies in John Malalas (editada amb Brian Croke i Roger Scott), Associació Australiana d'Estudis Bizantins, 1990. ISBN 0-9593626-5-7
- Ο πόλεμος της Τρωάδος (amb Manolis Papathomópulos), Fundació Cultural del Banc Nacional de Grècia, 1996; ISBN 960-250-118-9
- Digenis Akritis: the Grottaferrata and Escorial versions (edició i traducció), Cambridge University Press, 1998. ISBN 0-521-39472-4
- Through the looking glass: Byzantium through British eyes, papers from the twenty-ninth Spring Symposium of Byzantine Studies, London, March 1995 (editada amb Robin Cormack), Ashgate, 2000. ISBN 0-86078-667-6
- Rhetoric in Byzantium, papers from the thirty-fifth Spring Symposium of Byzantine Studies, Exeter College, Oxford, March 2001 (ed.), Ashgate, 2003. ISBN 0-7546-3453-1
- Byzantine style, religion, and civilisation: in honour of Sir Steven Runciman, Cambridge University Press, 2006. ISBN 0-521-83445-7
- The age of the dromon: the Byzantine navy ca. 500–1204, amb John Pryor (apèndix traduït per Ahmad Shboul), Brill Academic Publishers, 2006. ISBN 90-04-15197-4
- Oxford Handbook of Byzantine Studies, amb Robin Cormack i John Haldon, Oxford University Press, 2008. ISBN 0-19-925246-7
- Iacobi Monachi Epistulae, Brepols, 2009. ISBN 2-503-40681-5
- Four Byzantine novels (traducció del grec medieval), Liverpool University Press, 2012. ISBN 1-84631-825-4